# Andy Williams (labdarúgó, 1977)
Andrew Williams (Toronto, 1977. szeptember 23. –) kanadai születésű jamaicai válogatott labdarúgó.
A jamaicai válogatott tagjaként részt vett az 1998-as, a 2000-es, a 2003-as és a 2005-ös CONCACAF-aranykupán, illetve az 1998-as világbajnokságon.

## Sikerei, díjai
Real Salt Lake
- MLS bajnok (1): 2009